# Einsteiniu

Einsteiniu

Configurația electronică a atomului de einsteiniu

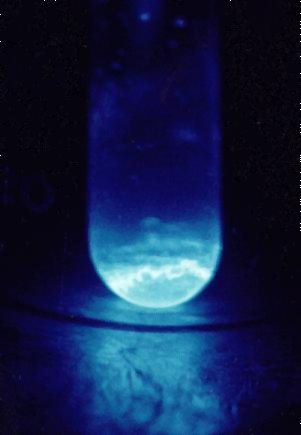
Einsteiniu

Einsteiniu este un element sintetic din sistemul periodic al elementelor care are ca simbol Es și un număr atomic egal cu 99. Einsteiniu, un element transuranian, metallic și extrem de radioactiv (al-7-lea in seria actinidelor) , este obținut prin bombardarea plutoniului cu neutroni și a fost descoperit în deșeurile primului test al unei bombe cu hidrogen . A fost numit după Albert Einstein. Studii Tracer folosind izotopul 253Es252 au arătat că einsteiniul are proprietăți chimice tipice pentru un element greu cu valența 3 din grupa actinidelor.

## Istoric
Einsteiniul a fost identificat pentru prima dată în Decembrie 1952 de Albert Ghiorso la University of California, Berkeley și o altă echipă condusă de G.R. Choppin la Los Alamos National Laboratory. Amândouă echipele examinau deșeuri ale primului test al unei bombe cu hidrogen (Noiembrie 1952) (vezi Operațiunea Ivy). Ei au descoperit izotopul 253Es cu o (perioadă de înjumătățire de 20.5 zile) care a fost creat prin fuziune nucleară a 15 neutroni împreună cu 238U (care trecuse atunci prin 7 dezintegrări beta). Aceste descoperiri au fost ținute strict secret până în 1955 datorită tensiunilor din Războiul Rece.
Totuși în 1961, destul einsteiniu a fost sintetizat pentru a pregăti o doză macroscopică de 253Es. Acea mostră cântărea aprox. 0.01 mg și a fost măsurată folosind o balanță specială. Materialul astfel produs a fost folosit la producerea de mendeleviu. Mai mult einsteiniu a fost produs la Reactorul de izotopi cu flux mare a lui Oak Ridge National Laboratory din Tennessee prin bombardarea 239Pu cu neutroni de energie mare. Aprox. 3 mg de material a fost creat într-un program (ce a durat 4 ani) de iradiație și apoi de separare chimică dintr-o masă inițială de 1 kg de izotop de plutoniu.

## Izotopi
19 radioizotopi de einsteiniu au fost categorizați, cu cel mai stabil fiind 252Es cu o perioadă de înjumătățire de 471,7 zile, apoi 254Es cu o perioadă de înjumătățire de 275,7 zile, apoi 255Es cu o perioadă de înjumătățire de 39,8 zile și 253Es cu o perioadă de înjumătățire de 20,47 zile. Toți izotopii radioactivi rămași au perioade de înjumătățire mai mici de 40 de ore, și majoritatea acestora sunt mai mici de 30 de minute. Acest element are și 3 stări meta, cea mai stabilă fiind 254mEs (t½ 39.3 ore). Izotopii de einsteiniu au masa atomică de la 240,069 u (240Es) până la 258.100 u (258Es).

## Compuși cunoscuți
- EsBr2 bromură de einsteinium(II)

- EsBr3 bromură de einsteinium(III)

- EsCl2 clorură de einsteinium(II)

- EsCl3 clorură de einsteinium(III)

- EsF3 fluorură de einsteinium(III)

- EsI2 iodură de einsteinium(II)

- EsI3 iodură de einsteiniu(III)

- Es2O3 oxid de einsteiniu(III)